# Clydesdale Bank
La Clydesdale Bank PLC è una banca commerciale scozzese, ed è una sussidiaria del gruppo CYBG plc. In Scozia, la Clydesdale Bank è la terza banca per importanza, anche se conserva anche un ramo della propria rete a Londra e nel nord dell'Inghilterra. Nel 2001, la Yorkshire Bank (precedentemente la sussidiaria NABG dell'Inghilterra) divenne parte della Clydesdale Bank, anche se continua a gestire le proprie attività con il vecchio nome.
La Clydesdale Bank è una delle tre banche scozzesi che continuano ad emettere banconote.

## Storia

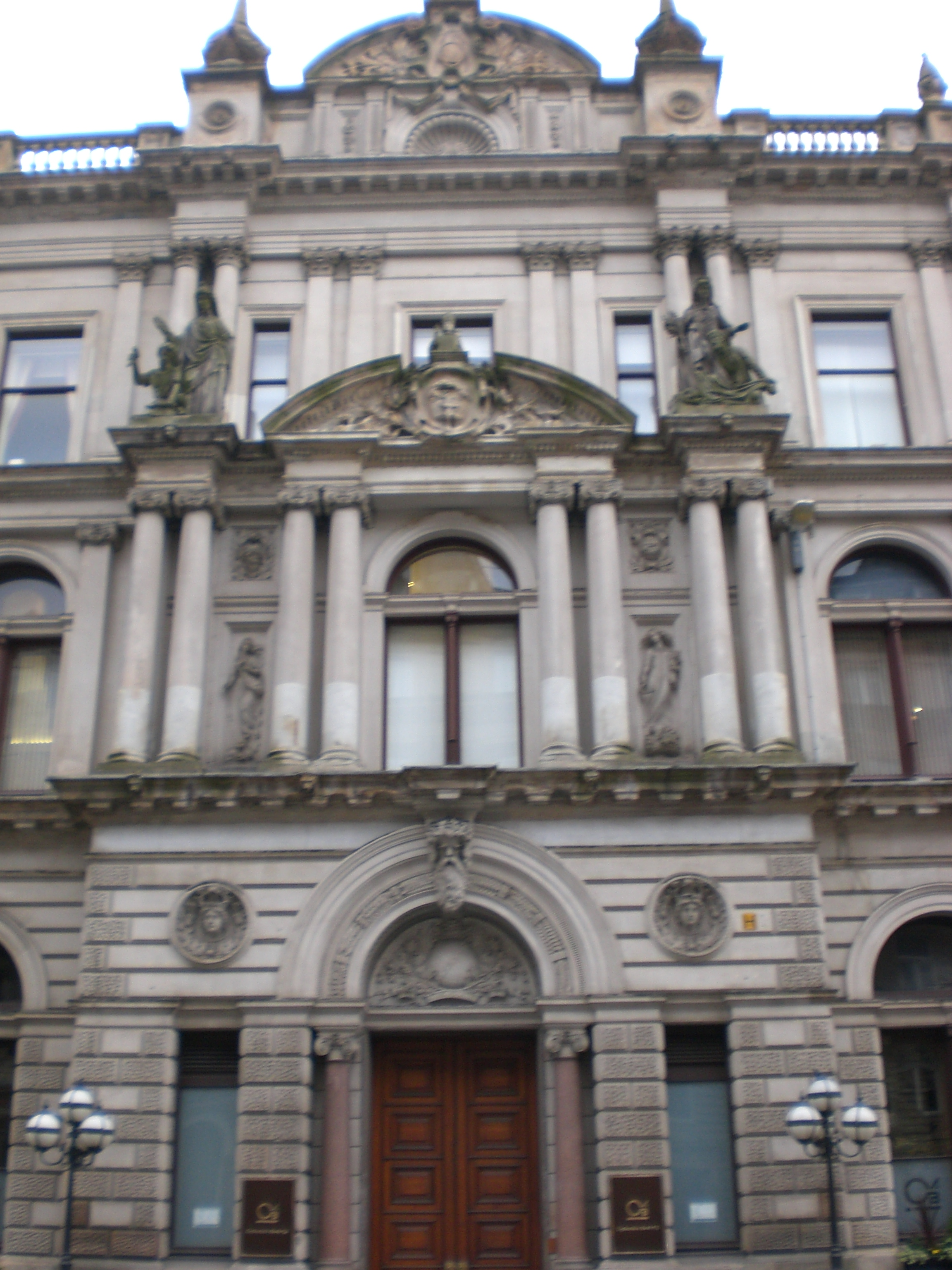
Il quartier generale della Clydesdale Bank, in St. Vincent Place a Glasgow

La Clydesdale Bank fu fondata a Glasgow nel 1838. La Clydesdale si espanse negli anni successivi in tutta la Scozia, e successivamente divenne la prima banca della regione ad aprire degli sportelli anche nel nord dell'Inghilterra. Nel 1919 la Midland Bank acquisì il controllo della Clydesdale Bank. Nel 1950 la Midland Bank fuse la Clydesdale con la North of Scotland Bank, che era già stata acquistata nel 1926.
La Midland Bank negli anni successivi vendette le proprie sussidiarie del Regno Unito, fra le quali anche la Clydesdale Bank, vendendola alla NAB nel 1987. La bancha entrò nel gruppo delle sussidiarie della NAB del Regno Unito e dell'Irlanda, includendo la Northern Bank del Nord Irlanda e la National Irish Bank in Irlanda. Nel 1990 anche la Yorkshire Bank divenne parte integrante del gruppo.
Negli anni 1970 la Clydesdale Bank svolse un ruolo importante nella diffusione dell'automated banking, compresa la introduzione e diffusione di "AutoBank", con le prime carte di credito e i primi sistemi tecnologici. Oltre a cambiamenti tecnologici, vi furono anche cambiamenti di immagine (con un nuovo logo "CB" con colori improntati sul giallo).
Nel 2001, il NAB Group trasferì le attività e le passività della Yorkshire Bank nella Clydesdale Bank, come parte di una riorganizzazione delle sue imprese britanniche, fondendo inoltre i due titoli bancari in uno solo. Il National Australia Group Europe Act 2001 era un decreto del Parlamento studiato apposta per consentire tale manovra. Attualmente la Yorkshire Bank è il marchio della Clydesdale Bank in Inghilterra.
Nel 2005 la NAB vendette la Northern Bank e la National Irish Bank ai danesi della Danske Bank.
Nel luglio 2007 la Clydesdale Bank divenne lo sponsor principale della Scottish Premier League, sottoscrivendo un accordo di 8 milioni di sterline per quattro anni.

## Banconote
A partire dalla metà del XIX secolo, i proprietari di banche nel territorio della Gran Bretagna e Irlanda furono autorizzati a rilasciare le proprie banconote. Mentre la Bank of England acquisì successivamente una posizione di monopolio per l'emissione di banconote in Inghilterra e in Galles, le banche della Scozia conservarono il diritto di rilasciare le proprie banconote, diritto che conservano ancora oggi. La Clydesdale Bank, come anche la Royal Bank of Scotland e la Bank of Scotland, ancora oggi stampa le proprie banconote.

### Serie attuale
L'attuale serie di banconote emessa dalla Clydesdale Bank è caratterizzata da un design differente per ogni denominazione, ciascuna raffigurante una personalità notevole della storia della Scozia:
- Banconota da 5 £: Robert Burns di fronte, con il disegno di un topolino di campagna, protagonista del racconto di Burns To a Mouse, sul retro.
- Banconota da 10 £: Mary Slessor di fronte con il disegno di una mappa di Calabar e scene di missionari in Africa sul retro.
- Banconota da 20 £: Robert the Bruce di fronte con il disegno di Bruce su un cavallo con il Monymusk Reliquary sullo sfondo del Stirling Castle sul retro.
- Banconota da 50 £: Adam Smith di fronte con il disegno di alcuni strumenti industriali e di una barca a vela sullo sfondo del retro.
- Banconota da 100 £: Lord Kelvin di fronte con il disegno della University of Glasgow sul retro.

Fu realizzata anche una banconota da £20 del 2007 dedicata ad Adam Smith anche da parte della Bank of England, rendendo Smith l'unica persona apparsa in banconote di due banche britanniche diverse, e fu anche il primo scozzese ad apparire in una banconota inglese.

### Serie precedenti
La Clydesdale Bank cessò l'immissione di banconote da 1£ negli ultimi anni 1980. Queste presentavano l'immagine di Robert the Bruce, mentre nel frattempo le banconote da £20 recavano l'immagine di Lord Kelvin.
Le banconote da £10 emesse a partire dal 1971 presentavano allora l'immagine del famoso esploratore scozzese David Livingstone con alcune palme e degli indigeni africani sullo sfondo. Una serie successiva presentava sullo sfondo una rappresentazione grafica della mappa delle esplorazioni nel cuore del "continente nero", mostrando lo Zambesi, le Cascate Vittoria e il Lago Malawi; sullo sfondo, al posto nei nativi africani, venne preferito raffigurare il luogo natale dell'esploratore: Blantyre.

### Banconote commemorative
Occasionalmente la Clydesdale Bank stampa alcune banconote commemorative, per celebrare un certo evento oppure per ricordare una certa persona. Queste banconote sono ricercate dai principali collezionisti del Regno Unito e perciò non restano molto tempo in libera circolazione. Ecco un elenco di alcune di queste banconote speciali:
- Una da 20 £ per celebrare il Commonwealth Heads of Government Meeting svoltosi a Edimburgo, nell'ottobre del 1997, mostrando sul retro l'Edinburgh International Conference Centre dove si tenne l'incontro, insieme al Castello di Edimburgo sullo sfondo e la nuova sede della Clydesdale Bank a Tollcross.
- Una da 20 £ per celebrare la nomina di Glasgow come "città dell'architettura e del design del Regno Unito" nel 1999, con il ritratto dell'architetto Alexander Thomson; sul retro invece si trova una rappresentazione dell'edificio della Lighthouse progettato da Charles Rennie Mackintosh e la casa di Thomson.
- Una da £20 per celebrare il 700º anniversario dell'incoronazione di Robert the Bruce, con la rappresentazione dello stemma di Bruce sul lato frontale della banconota e un testo elogiativo sul retro.
- Una da £10 per ricordare la sponsorizzazione della banca per la Scozia in occasione dei Giochi del Commonwealth del 2006, con il logo della squadra davanti, e una rappresentazione degli sport presenti dietro.

## Giochi del Commonwealth
Nel marzo del 2005, la Clydesdale Bank divenne una dei partner ufficiali della Scozia ai Giochi del Commonwealth 2006, svoltisi a Melbourne, in Australia. Questa sponsorizzazione si basa sul rapporto con il gruppo di riferimento, NAB Group, che è stato uno degli sponsor ufficiali dei giochi, nonché partner fondamentale del team australiano, mentre la società sorella, la Bank of New Zealand, è entrata a far parte degli sponsor per sostenere la sua squadra nazionale. La banca ha anche rilasciato una serie di banconote da dieci sterline (£10) con un tema speciale dedicato proprio ai Giochi del Commonwealth. La banca sarà anche uno degli sponsor principali dell'edizione dei Giochi del 2014, che si svolgeranno proprio a Glasgow.